# Protea neriifolia
Протея олеандролиста (Protea neriifolia) — вид рослини родини Протейні.

## Історія
Перша з роду Протея, що була згадана у ботанічній літературі.

## Будова
Великий кущ до 5 м висоти. Квіти чашоподібні мають широкий спектр забарвлення від рожевого до кремово-зеленого. Рослина пристосувалася до умов постійних лісових пожеж - плоди відкриваються та випускають насіння після взаємодії з вогнем.

## Поширення та середовище існування
Зростає на схід від Кейптауну до Порту-Елізабет у Південній Африці.

## Практичне використання
Вирощується для букетів. Має культурні сорти  'Green Ice', 'Margaret Watling', 'Pink Mink', 'Silvertips'.

## Галерея

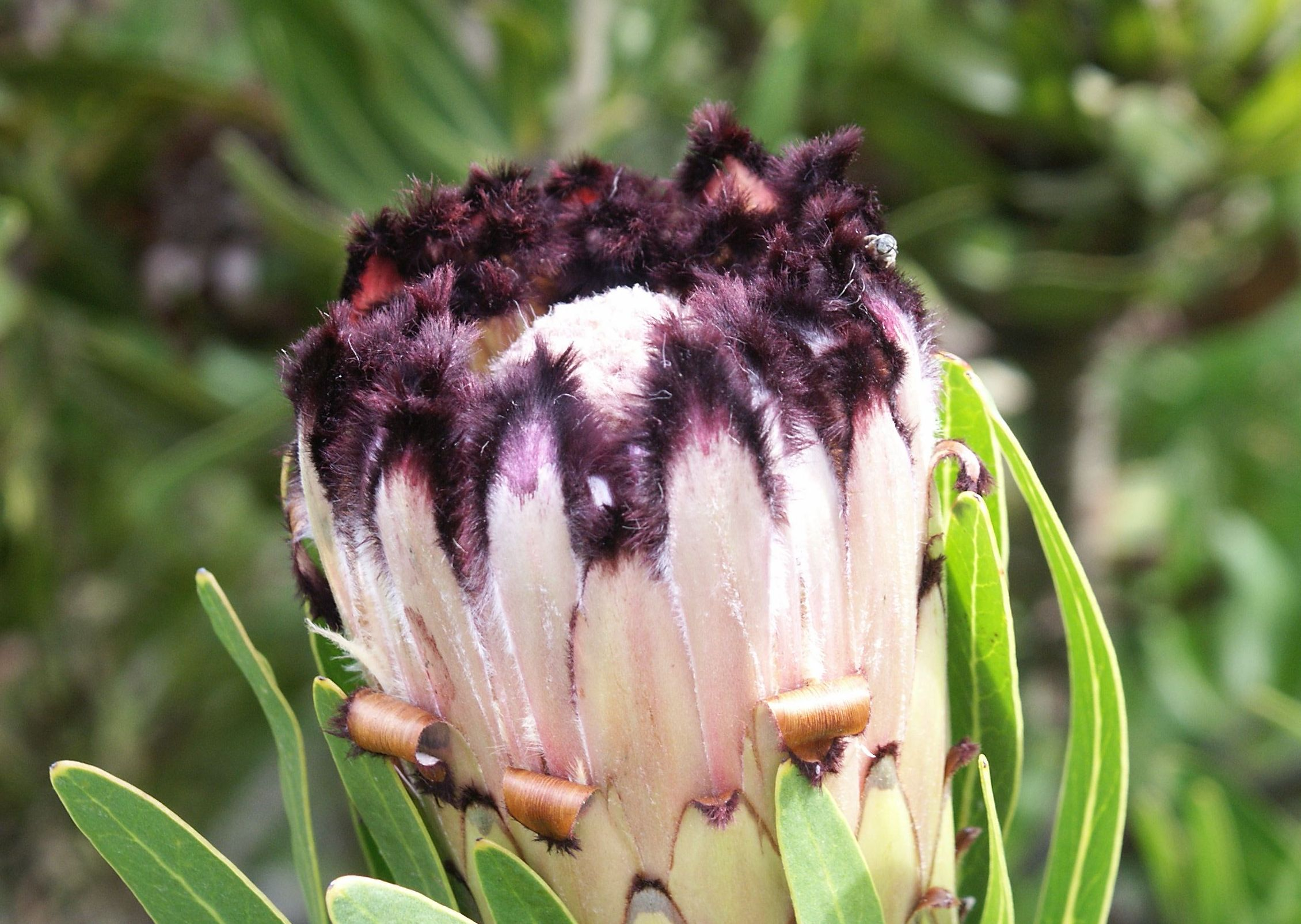
Квітка
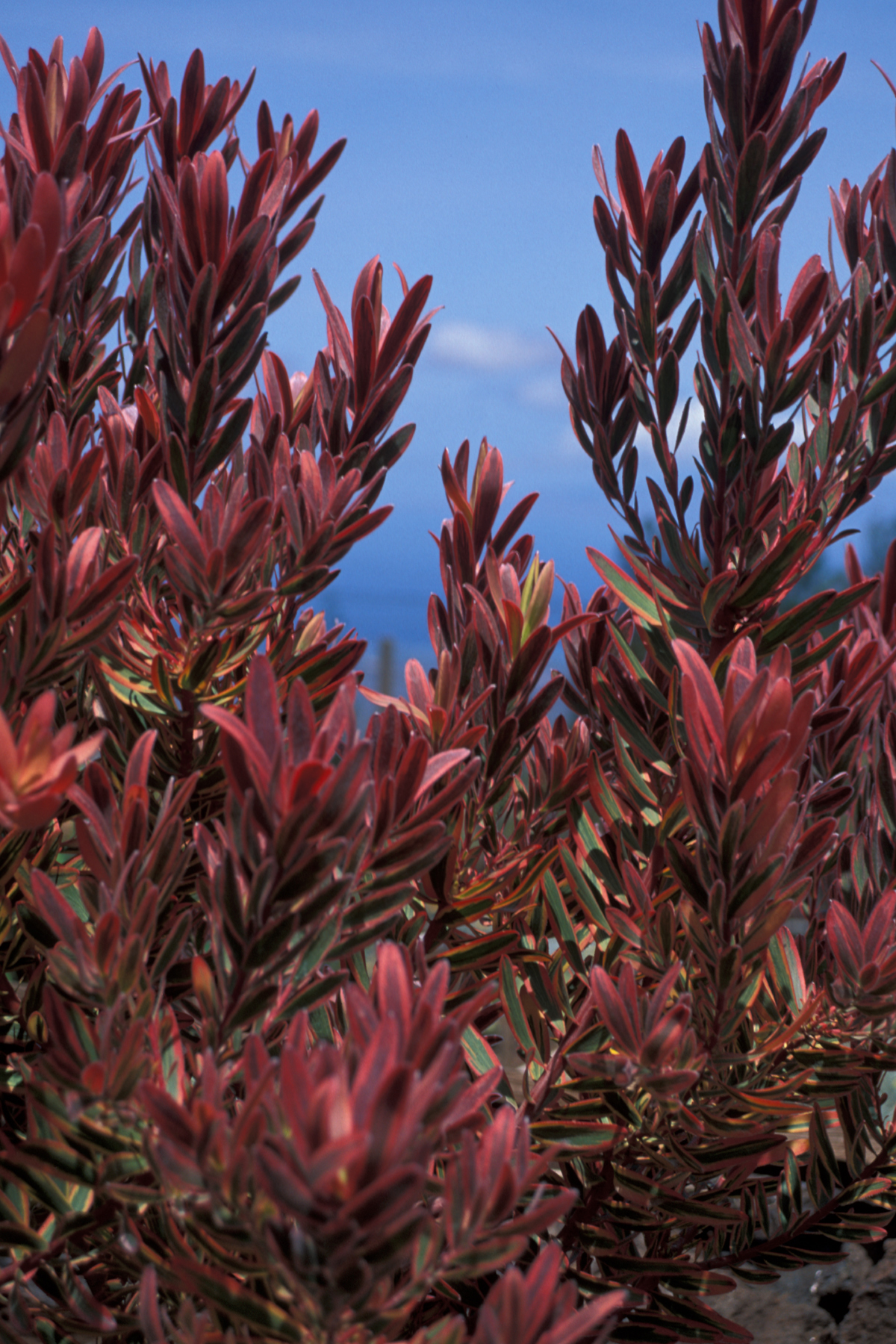
Листя
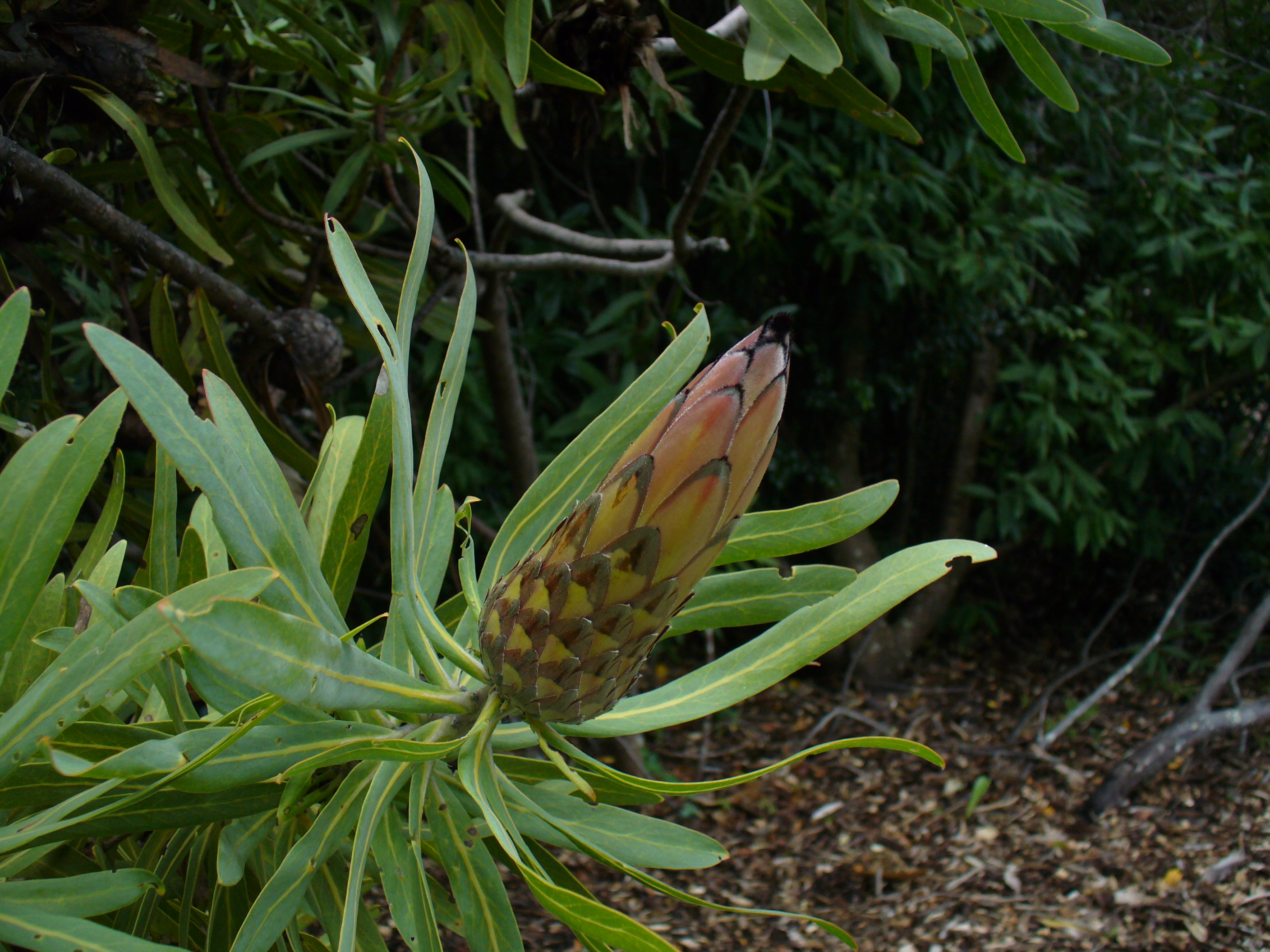
Пуп'янок